# Ramón María Calatrava
Ramón María Calatrava Peinado (Mérida, 26 de abril de 1786-Madrid, 26 de febrero de 1876) fue un político español, ministro de Hacienda durante la minoría de edad de Isabel II además de senador durante cuatro legislaturas.

## Biografía
Nacido el 26 de abril de 1786 en Mérida, después de varios trabajos en la administración pública, participó en la Guerra de la Independencia Española como Capitán de Artillería de los voluntarios de Mérida. Durante el periodo liberal de la restauración fernandina ingresó de nuevo en la administración en la Secretaría de Hacienda, hasta que el fin del periodo liberal le obligó al exilio a Inglaterra, perseguido por los absolutistas de Fernando VII, junto a su hermano, José María Calatrava. Regresó en 1834 y en 1836 fue nombrado Comisario Regio en Cuba y Puerto Rico durante la minoría de edad de Isabel II.
Con la llegada de Baldomero Espartero a la regencia y el abandono de España por María Cristina, fue nombrado Ministro de Hacienda el 17 de julio de 1842 ocupando el cargo hasta el 9 de mayo de 1843 en un gabinete de gobierno presidido por el marqués de Rodil. Reapareció en la vida política con ocasión de la revolución de 1868 como senador.
Falleció el 28 de febrero de 1876 en Madrid.